# Laura Archbold
Laura Valentina Archbold Rodríguez (Isla de San Andrés, 28 de septiembre de 1989) es una actriz, modelo, presentadora y ex-reina de belleza colombiana, reconocida a nivel nacional principalmente por su interpretación de la villana Natalia Villamizar en la serie de televisión colombiana La niña y Adelaida Gómez en la telenovela Ana de nadie.

## Biografía
Nació en la Isla de San Andrés y Providencia, el 28 de septiembre de 1989. Hija de Rafael Archbold Joseph y María Matilde Rodríguez Jaimes. Incursionó desde muy joven en el modelaje, donde paulatinamente se abrió paso por las pasarelas más prestigiosas del país. Estudió Diseño Industrial en la Universidad Jorge Tadeo Lozano de Bogotá.Domina el inglés.
Representó a San Andrés en el Miss Colombia 2012, quedando entre las 10 finalistas.
Debutó en televisión en el año 2014 como presentadora del noticiero CM&, posteriormente incursionó en la actuación en series como Niche y La niña de Caracol televisión. Ha sido la protagonista de los videos musicales "Ay Vamos" de J Balvin y "Como le gusta a tu cuerpo" de Carlos Vives ft. Michel Teló.

## Vida personal
Desde el año 2015 es pareja del popular actor colombiano Diego Cadavid.

## Filmografía

### Televisión
| Año       | Título                  | Personaje           | Rol                                              | Canal              |
| --------- | ----------------------- | ------------------- | ------------------------------------------------ | ------------------ |
| 2025      | Medusa                  | Tatiana Mendieta    | Reparto principal; Serie TV                      | Netflix            |
| 2023-2025 | Manes                   | Lina                | Reparto recurrente; Serie TV                     | Prime Video        |
| 2023      | Ana de Nadie            | Adelaida Gómez      | Antagonista; Telenovela                          | Canal RCN          |
| 2022      | Goles en contra         | Pamela Cascardo     | Coprotagonista; Serie TV                         | Netflix            |
| 2021      | Café con aroma de mujer | Paula Vallejo Sáenz | Reparto principal; Telenovela                    | Canal RCN          |
| 2020      | De brutas, nada         | Teté                | Invitada; Serie TV                               | Prime Video        |
| 2020      | Adentro                 | Valentina           | Protagonista; Miniserie                          | Caracol Televisión |
| 2019-2020 | Siempre bruja           | Amanda              | Reparto principal (Segunda temporada); Serie TV  | Netflix            |
| 2017-2018 | Imposters               | Sophia / Rosa       | Reparto recurrente (Segunda temporada); Serie TV | Bravo              |
| 2017      | El comandante           | Bárbara Guerra      | Reparto recurrente; Telenovela                   | Canal RCN          |
| 2016      | La niña                 | Natalia Villamizar  | Antagonista; Telenovela                          | Caracol Televisión |
| 2014      | Niche                   | Celmira Lozano      | Reparto principal; Telenovela                    | Caracol Televisión |
| 2014      | Premios Shock           | Ella misma          | Presentadora                                     | Caracol Televisión |
| 2014      | Noticiero CM&           | Ella misma          | Presentadora                                     | Canal 1            |

### Cine
| Año  | Título                    | Rol       |
| ---- | ------------------------- | --------- |
| 2025 | Rodrigo Branquias (corto) | La Sirena |
| 2016 | Malcriados                | Luna      |